# 카세인

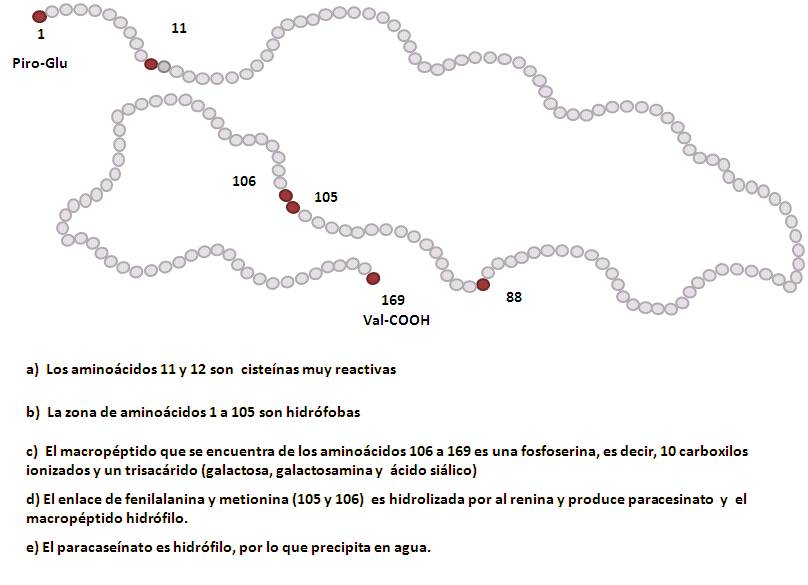

카세인(영어: casein 케이신[*]. 라틴어의 "caseus"(치즈)에서 유래) 또는 카제인, 낙소, 건락소는 인단백질의 한 종류이다. 포유류의 젖에서 널리 발견되며, 소의 우유 단백질의 80%, 사람의 모유 단백질의 20%에서 45%를 차지한다. 사람이나 양의 카세인도 우유 속의 카세인과 유사한 성질을 가지고 있다고 알려져 있다. 식품으로서 카세인은 아미노산, 탄수화물, 칼슘, 인의 공급원이다. 성질상 식초를 떨어뜨리면 응고되어 침착된다. 영양상 중요한 아미노산이 모두 있으며 치즈 원료로 이용된다.
산성에 쉽게 응고되는 특징이 있어 우유에 산을 가하면 쉽게 분리할 수 있다.

## 같이 보기
- 카세인 나트륨(Sodium Caseinate)
  - 커피 화이트너(커피 크리머)
  - 프리마
- 아교
- 어교
- 알부민